# Herrera (província do Panamá)
Herrera é uma província do Panamá. Possui uma área de 2.340,80 km² e uma população de 102.465 habitantes (censo 2000), perfazendo uma densidade demográfica de 43,77 hab./km². Sua capital é a cidade de Chitré.
A província está dividida em 7 distritos (capitais entre parênteses):
- Chitré (Chitré)
- Las Minas (Las Minas)
- Los Pozos (Los Pozos)
- Ocú (Ocú)
- Parita (Parita)
- Pesé (Pesé)
- Santa María (Santa María)

1. ↑  Google Earth
2. ↑  Provinces of Panama